# وی‌جی۲۴۷
وی‌جی۲۴۷ (به انگلیسی: VG247) (که به VG24/7 هم نوشته می‌شود) یک وبلاگ بازی ویدئویی است که در انگلستان منتشر می‌شود که در فوریه ۲۰۰۸ توسط پیشکسوت صنعت پاتریک گرات تأسیس شد. در سال ۲۰۰۹، وبلاگ سی‌نت آن را به عنوان سومین وبلاگ برتر بازی در جهان قرار داد.

## تاریخچه
وی‌جی۲۴۷ با همکاری دو روزنامه‌نگار بازی ویدئویی Patrick Garratt و Eurogamer Network در ۱ ژانویه ۲۰۰۸ به عنوان یک وبلاگ فقط خبری تأسیس شد، وی‌جی۲۴۷ اولین وبلاگ در انگلیس محسوب می‌شد که در زمینه تخصصی بازی ویدئویی خدمات ارائه می‌دهد، نسخه آمریکایی آن نظیر کوتاکو و جویستیک بود.
در هنگام راه اندازی، وی‌جی۲۴۷ بازی‌های ویدیویی را بررسی نمی‌کرد و در عوض بر روی اخبار، مصاحبه‌ها و پیش نمایش‌ها تمرکز داشت. گرات در زمان راه اندازی تنها کارمند سایت بود و بعدها با اضافه شدن مایک بوودن و ناتان گریسون به مرور رشد کرد.
در اوایل سال ۲۰۰۹، این سایت دوباره راه اندازی شد و از videogaming247.com به VG247 تغییر نام داد. در همان زمان سایت اصلی آدرس خود را به www.vg247.com تغییر داد و طراحی جدیدی را با ویژگی‌های بهبود یافته و کارکنان جدید راه اندازی کرد. این سایت طی سال آینده کارمندان بیشتری اضافه کرد.
VG247 از سال ۲۰۱۲ شروع به ایجاد محتوای اصلی ویدیویی کرد و تغییراتی در کارکنان داشت. مت مارتین مدیر مسئول سایت شد و بنیانگذار وب سایت پاتریک گرات در سال ۲۰۱۴ به عنوان ناشر تمام وقت فعالیت کرد؛ در همان دوره، وب سایت سومین تکرار طراحی خود را راه اندازی کرد. این سایت زبان ایتالیایی خود را در ماه مارس راه اندازی کرد.
در اکتبر ۲۰۱۵، بعد از تماس سونی با این وبسایت، وی‌جی۲۴۷ پیش نمایش خود از آنچارتد ۴: عاقبت یک دزد را حذف کرد و بخاطر بازی کردن آنچارتد ۲: درمیان دزدان در نسخه بازسازی شده Uncharted: The Nathan Drake Collection عذرخواهی کرد.
از سپتامبر ۲۰۱۹، سایت با استفاده از یک سیستم رتبه‌بندی ۵ ستاره شروع به افزودن نقد، برای بازی‌های اخیر کرد.

## جوایز
وی‌جی۲۴۷ دو بار برای بهترین وب سایت و بهترین وبلاگ آنلاین در Games Media Awards در ۲۰۰۸ و ۲۰۰۹ نامزد شده‌است. گرچه هیچ‌یک از این دو جایزه را در سال ۲۰۰۸ به دست نیاورد، اما در سال ۲۰۰۹ برنده بهترین وبلاگ آنلاین شد، و گرات برنده بهترین نویسنده آنلاین متخصص شد. همچنین به گرات در سال ۲۰۰۹ سه جایزه Games Media Legend اهدا شد.
این سایت نامزد دریافت جایزه بهترین وبلاگ آنلاین در جوایز Media Games 2010 شد، اما به سنگ، کاغذ، شات‌گان باخت. این سایت بار دیگر نامزد بهترین وبلاگ آنلاین در جوایز Media Games 2011 شد.